# Моріскос (Саламанка)
Моріскос (ісп. Moriscos) — муніципалітет в Іспанії, у складі автономної спільноти Кастилія-і-Леон, у провінції Саламанка. Населення — 185 осіб (2010).
Муніципалітет розташований на відстані близько 170 км на північний захід від Мадрида, 8 км на північний схід від Саламанки.
На території муніципалітету розташовані такі населені пункти: (дані про населення за 2010 рік)
- Ла-Естасьйон: 0 осіб
- Гранха-Капеа: 0 осіб
- Моріскос: 185 осіб

## Демографія
Динаміка населення (INE ):

## Зовнішні посилання
- Провінційна рада Саламанки: індекс муніципалітетів [Архівовано 23 квітня 2009 у Wayback Machine.]
- Посилання на Google Maps